# Lliga noruega de bàsquet
La Eliteserien i basketball for menn (lliga d'elit de bàsquet masculí), anomenada des de la temporada 2021/22 pel nom de patrocini Firi-ligaen (lliga Firi) és el màxim nivell de basquetbol a Noruega.
La lliga era coneguda com a BLNO (sigles de Basketligaen Norge) des l'any 2000.
Es tracta d'una lliga semi-professional.

## Format
La lliga té 10 equips: els vuit primers classificats es classifiquen per les finals en format copa fins que només queden dos equips que disputen la final.

## Equips Temporada 2021/22
En la temporada 2021/22 els següents 10 equips hi participen:
| Equip            | Ciutat    | Estadi            |
| ---------------- | --------- | ----------------- |
| Ammerud          | Oslo      | Apallokka         |
| Asker Aliens     | Asker     | Vollenhallen      |
| Bærum            | Bærum     | Rykkinnhallen     |
| Centrum Tigers   | Oslo      | Vulkanhallen      |
| Frøya            | Bergen    | Frøya Idrettspark |
| Fyllingen        | Bergen    | Framohallen       |
| Gimle            | Bergen    | Gimlehallen       |
| Kongsberg Miners | Kongsberg | Kongsberghallen   |
| Nidaros Jets     | Trondheim | Husebyhallen      |
| Tromsø Storm     | Tromsø    | Tromsøhallen      |

## Finals
| Temporada | Campió                                 | Resultat                               | Subcampió                              | Referències |
| --------- | -------------------------------------- | -------------------------------------- | -------------------------------------- | ----------- |
| 2000–01   | Oslo Kings                             | 3–2                                    | Kongsberg Penguins                     | [ 4 ]       |
| 2001–02   | Asker Aliens                           | 3–0                                    | Kongsberg Penguins                     | [ 5 ]       |
| 2002–03   | Asker Aliens                           | 3–0                                    | Harstad Vikings                        | [ 6 ]       |
| 2003–04   | Bærum Basket                           | 3–2                                    | Harstad Vikings                        | [ 7 ]       |
| 2004–05   | Asker Aliens                           | 3–0                                    | Harstad Vikings                        | [ 8 ]       |
| 2005–06   | Harstad Vikings                        | 3–2                                    | Asker Aliens                           | [ 9 ]       |
| 2006–07   | Ulriken Eagles                         | 3–1                                    | Harstad Aliens                         | [ 10 ]      |
| 2007–08   | Asker Aliens                           | 3–0                                    | Harstad Vikings                        | [ 11 ]      |
| 2008–09   | Ulriken Eagles                         | 3–2                                    | Tromsø Storm                           | [ 12 ]      |
| 2009–10   | Asker Aliens                           | 3–1                                    | Tromsø Storm                           | [ 13 ]      |
| 2010–11   | Bærum Basket                           | 3–2                                    | Tromsø Storm                           | [ 14 ]      |
| 2011–12   | Frøya Basket                           | 80–78                                  | Asker Aliens                           | [ 15 ]      |
| 2012–13   | Bærum Basket                           | 81–65                                  | Tromsø Storm                           | [ 16 ]      |
| 2013–14   | Gimle Basket                           | 102–68                                 | Ammerud Basket                         | [ 17 ]      |
| 2014–15   | Asker Aliens                           | 81–75                                  | Bærum Basket                           | [ 18 ]      |
| 2015–16   | Centrum Tigers                         | 85–71                                  | Tromsø Storm                           | [ 19 ]      |
| 2016–17   | Centrum Tigers                         | 87–74                                  | Gimle Basket                           | [ 20 ]      |
| 2017–18   | Kongsberg Miners                       | 2–1                                    | Asker Aliens                           | [ 21 ]      |
| 2018–19   | Kongsberg Miners                       | 2–1                                    | Gimle Basket                           | [ 22 ]      |
| 2019–20   | Cancel·lat per la Pandèmia de COVID-19 | Cancel·lat per la Pandèmia de COVID-19 | Cancel·lat per la Pandèmia de COVID-19 | [ 23 ]      |
| 2020–21   | Cancel·lat per la Pandèmia de COVID-19 | Cancel·lat per la Pandèmia de COVID-19 | Cancel·lat per la Pandèmia de COVID-19 | [ 24 ]      |